# Раков, Михаил Васильевич
Ра́ков Михаил Васильевич (14 ноября 1951, Ленинград — 7 марта 2012, Кривой Рог, Днепропетровская область) — советский и украинский художник, живописец и график.

## Биография
Родился 14 ноября 1951 года в Ленинграде в семье военнослужащего.
В 1965—1969 годах посещал студию изобразительного искусства В. Кобылинского в доме народного творчества в Житомире.
В 1976 году окончил архитектурный факультет Киевского государственного художественного института.
В 1976—1977 годах служил в армии (дальняя авиация) в Узине и Моздоке.
В 1977—1978 годах — архитектор реставрационного управления в Киеве.
В 1978—1980 годах работал монументалистом в мастерских художественного фонда в Житомире.
В 1980—1985 годах — художник-монументалист химического комбината в Северодонецке.
В 1985—1991 годах — художник-постановщик в театрах республики, книжный график в издательствах «Адиб», «Маориф», детском журнале «Чашма», участвовал в межрегиональных, межсоюзных, международных конкурсах «Искусство книги» (Душанбе).
В 1991—2005 годах жил и работал в городе Житомире.
С 2005 года жил в городе Кривой Рог Днепропетровской области.
Умер 7 марта 2012 года в Кривом Роге.

## Творческая деятельность
Основные работы в Житомирском краеведческом музее, художественной галерее банка «Аваль» и частных коллекциях. Сотрудничал с книжными издательствами «Олеся» (Житомир), «Веселка» (Киев), Чернышева (Санкт-Петербург). Участвовал в городских и государственных выставках.

### Персональные выставки
- ЖитоМ.иР (1994);
- Ой, що це? (1997);
- @ (1999);
- Васпонимания (2009)[1].